# Aviación Naval Portuguesa

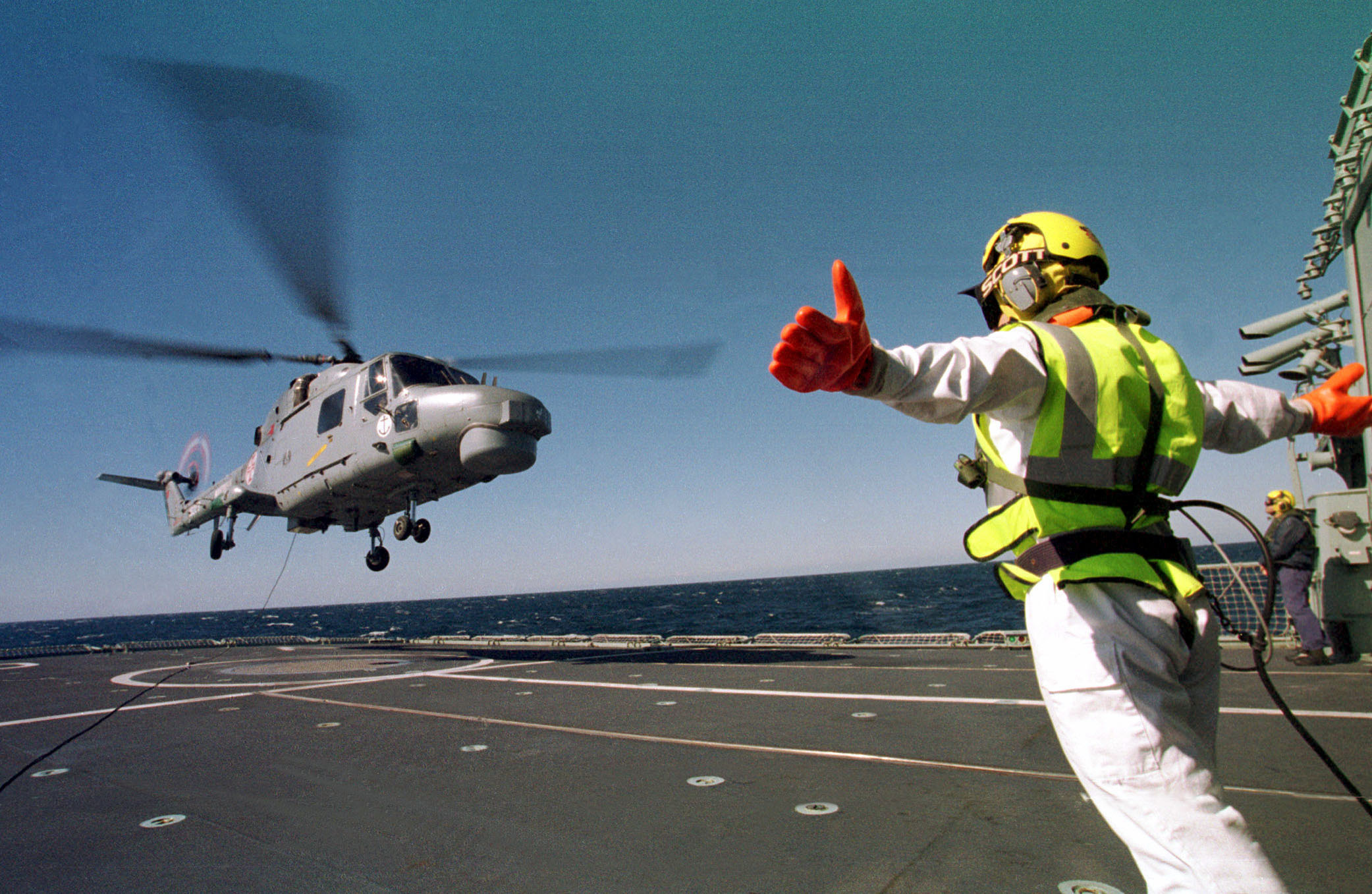
Un helicóptero Lynx Mk-95 de la Marina Portuguesa despega de una fragata de Clase Vasco da Gama

A pesar de sus varias denominaciones oficiales fue genéricamente conocida como Aviación Naval Portuguesa (en portugués: Aviação Naval Portuguesa) el arma aérea de la Marina Portuguesa que existió desde 1917 hasta su incorporación en la Fuerza Aérea Portuguesa en 1952.

## Historia
Desde su creación oficial en 1917 hasta 1952, la Aviação Naval Portuguesa tuvo las siguientes denominaciones:
- 1917 - 1918: Serviço de Aviação da Armada (Servicio de Aviación de la Armada);
- 1918 - 1931: Serviços da Aeronáutica Naval (Servicios de aeronáutica Naval);
- 1931 - 1952: Forças Aéreas da Armada (Fuerzas Aéreas de la Armada).

De 1952 a 1958 bases, aeronaves y el personal de la antigua Fuerza Armada Aérea constituyó las Forças Aeronavais, una rama semiautónoma al interior de la Fuerza Aérea Portuguesa. En 1958, las bases y los aviones estaban plenamente integrados en la Fuerza Aérea. Personal de las fuerzas aeronavales también se integró en la Fuerza Aérea, pero el resto optó por volver a la Marina.
Em 1993 la Marina Portuguesa fue otra vez al contar con una unidad de la aviación, llamado Esquadrilha de Helicópteros da Marinha. Esta unidad, basada en la Base Aérea do Montijo, opera los helicópteros embarcados en los barcos de la Armada.

## Bases y Unidades

### Bases Aeronavales
- Centro de Aviação Naval de Lisboa: criado em 1917 como hidrobase instalada na Doca do Bom Sucesso, siendo la primera base operacional de la aviación naval. En 1952 fue trasladado a un nuevo local en el Montijo a su disposición, y la base de hidroaviones, un campo de aviación y cambió su nombre oficialmente Centro de Aviação Naval "Comandante Sacadura Cabral". En 1953 pasó a la Base Aérea N.º 6 de la FAP.

- Centro de Aviação Naval de Aveiro: fue activado en 1918 en la Península de São Jacinto, con ocasión de la Primera Guerra Mundial, como base de hidroaviones antisubmarinos operados por el personal de la Marina francesa con la ayuda de Portugal. También este año comenzó a ser operado por la Marina portuguesa. Más tarde pasó a un campo de aviación en 1953 y se convirtió en la base de la FAP.

- Centro de Aviação Naval dos Açores: base de hidroaviões instalada em 1918 na Horta por ocasión de la Primera Guerra Mundial. En 1919 fue transferido para Ponta Delgada siendo desactivado en 1921. El centro fue nuevamente activado en 1941 por ocasión de la Segunda Guerra Mundial, siendo desactivado definitivamente en 1946.

- Centro de Aviação Naval de Macau: hidrobase instalada en la isla de Taipa en 1927 apoyo a las fuerzas navales que combatieron la piratería en los mares de China. El centro fue desactivado en 1933, pero se reactivó en 1937, durante la guerra civil china. En 1940 las nuevas instalaciones se construyeron en el puerto externo de Macao, y luego trasladado al centro. En 1942 fue definitivamente desactivada.

- Centro de Aviação Naval do Algarve: hidrobase construida a partir de 1918, na Ilha da Culatra, a lo largo de Faro y Olhão, durante la Primera Guerra Mundial con el fin de operar los hidroaviones de la guerra antisubmarina. A pesar de sus hangares y la infraestructura básica se construyeron, no fue oficialmente activa, más tarde en calidad de sus instalaciones de apoyo a un área de maniobras navales e instrucción.

### Otras Unidades Aeronavales
- Escola Militar de Aeronáutica: unidad del Ejército Portugués creada en 1914, en Vila Nova da Rainha (Azambuja) para la formación y el núcleo inicial de la aviación militar portugués. En un principio, más allá del personal aeronáutico del Ejército, se capacitó al personal de la Aviación Naval.

- Escola de Aviação Naval "Almirante Gago Coutinho": activada em 1928 para permitir a formação completa do pessoal da Aviação Naval, cuja instrução era, até aí, parcialmente realizada en escuelas extranjeras. Funcionou nas instalações do Centro de Aviação Naval de Aveiro até 1952.

- Esquadrilha B das Forças Aéreas da Armada: unidad de bombarderos de ataque basado en mar interior, dependiente del Centro de Aviación Naval de Lisboa, pero instalada en el Aeropuerto de Lisboa. Activada en 1942 y dada de baja en 1949.

## Aeronaves
la Aviación Naval Portuguesa ha operado un gran número de modelos de aviones, algunos de los tipos indicados a continuación.
| Modelo                      | Período de Servicio | Tipo               | Función                                                                   |
| --------------------------- | ------------------- | ------------------ | ------------------------------------------------------------------------- |
| Franco-British Aviation FBA | 1917 - 1918         | Hidroavión         |                                                                           |
| Donnet-Denhaut DD8          | 1918 - 1923         | Hidroavión         |                                                                           |
| Georges-Levy GL-40 HB2      | 1918 - 1920         | Hidroavión         |                                                                           |
| Tellier T-3                 | 1918 - 1928         | Hidroavión         |                                                                           |
| Felixstowe F-3              | 1920 - 1922         | Hidroavión         |                                                                           |
| Curtiss HS-2L               | 1921 - 1930         | Hidroavión         |                                                                           |
| Fairey III D                | 1922 - 1942         | Hidroavión         | Algunos operados a partir de los Avisos de la Clase Afonso de Albuquerque |
| Avro 504-K                  | 1924 - 1933         | Avión              | Instrucción                                                               |
| CAMS 37A                    | 1927 - 1935         | Hidroavión         | Patrulla                                                                  |
| Hanriot H-41                | 1927 - 1933         | Hidroavión         | Patrulla                                                                  |
| Macchi M.18                 | 1928 - 1934         | Hidroavión         | Patrulla                                                                  |
| DH.60 Gipsy Moth            | 1929 - 1933         | Avión              | Instrucción                                                               |
| Consolidated Fleet          | 1933 - 1952         | Hidroavión / Avión | Instrucción                                                               |
| Junkers K43-W               | 1933 - 1945         | Hidroavión         |                                                                           |
| Hawker Osprey Mk III        | 1935 - 1942         | Hidroavión         | Torpedero                                                                 |
| Balckburn Shark IIa         | 1936 - 1938         | Avião              | Torpedero                                                                 |
| Avro 626                    | 1939 - 1950         | Hidroavión         |                                                                           |
| Grumman G-21 Goose          | 1940 - 1952         | Hidroavión         | Patrulla                                                                  |
| Grumman G-44 Widgeon        | 1942 - 1952         | Hidroavión         | Patrulla                                                                  |
| Airspeed Oxford Mk I        | 1943 - 1952         | Avión              | Enlace y Comunicaciones                                                   |
| Bristol Blenheim Mk V       | 1943 - 1948         | Avión              | Bombardero-Torpedero                                                      |
| DH-82A Tiger Moth           | 1943 - 1952         | Avión              | Instrucción                                                               |
| Short Sunderland Mk I       | 1943 - 1945         | Hidroavión         | Patrulla Marítima de Largo Alcance                                        |
| Miles Martinet T.T. Mk I    | 1943 - 1952         | Avión              | Remolque de objetivos antiaéreos                                          |
| Bristol Beaufighter TF Mk X | 1945 - 1950         | Avión              | Torpedero                                                                 |
| Beechcraft AT-11 Kansas     | 1948 - 1952         | Avión              | Enlace y Comunicaciones                                                   |
| Curtiss Helldiver SB2C5     | 1950 - 1952         | Avión              | Bombardero-Torpedero de Mergulho                                          |
| North-American SNJ-4 (T-6)  | 1950 - 1952         | Avión              | Instrucción                                                               |